# Notations en thermodynamique chimique
Cet article présente les notations des grandeurs employées en thermodynamique chimique recommandées par l'ouvrage Quantities, Units and Symbols in Physical Chemistry, appelé aussi Green Book, de l'International Union of Pure and Applied Chemistry (IUPAC - en français UICPA : Union internationale de chimie pure et appliquée).
La thermodynamique chimique est l'application de la thermodynamique aux composés chimiques et à leurs réactions,,. Dans ce domaine, les notations sont relativement complexes car elles concernent à la fois des variables physiques et des réactions chimiques. De plus, des raisons historiques ont longtemps rendu difficile l'adoption d'un langage international commun. Un exemple de grandeur ayant nécessité une clarification de sa dénomination et de sa notation est l'énergie de Gibbs : ce terme est recommandé par l'UICPA, ainsi que la notation {\displaystyle G}. Elle était auparavant désignée par « free energy » aux États-Unis. En France le terme « enthalpie libre » reste encore utilisé pour cette fonction ; le terme « énergie libre » (à l'origine de malentendus avec la free energy anglo-saxonne) et la notation {\displaystyle F} sont plutôt employés pour désigner la fonction nommée énergie de Helmholtz et notée {\displaystyle A} selon les conseils du Green Book.
Le Green Book de l'UICPA, publié en 1988, donne les dénominations et les notations des diverses grandeurs. Cet ouvrage a été augmenté en 2008 et a été mis en ligne en 2012 : il peut être téléchargé au format PDF.
Ici les principales recommandations de l'UICPA dans le domaine de la thermodynamique chimique sont accessibles en français avec explications et compléments. Le cas échéant, la référence à la version du Green Book mise en ligne en 2012 est donnée sous la forme « IUPAC, Gb » suivi de la page de l'édition, par exemple : Si l'on utilise des notations qui s'écartent des recommandations de l'IUPAC, elles devront être clairement définies. Les noms et les symboles des unités ne peuvent pas être modifiés (IUPAC Gb, p. 5). Cette citation indique que les notations ne sont pas toutes impératives. Par exemple trop d'indices peuvent rendre la lecture pénible : elle est alors facilitée si les indices évidents vu le contexte ne sont plus reportés.

## Indices, exposants et parenthèses
Les symboles des grandeurs physiques ne comportent qu'une seule lettre. Le cas échéant ils sont complétés par des symboles placés à sa droite en dessous (indices) ou au-dessus (exposants) ou encore par des indications entre parenthèses ou entre crochets sur la même ligne.
Les exposants suivants précisent des conditions particulières pour un constituant auquel est associée la grandeur {\displaystyle X} :
- constituant dans son état standard : {\displaystyle X^{\mathrm {o} }} ;
- constituant pur : {\displaystyle X^{*}} ;
- constituant en solution infiniment diluée : {\displaystyle X^{\infty }}.

## Variables extensives, intensives, spécifiques
La thermodynamique chimique étudie des systèmes chimiques dont l'état est caractérisé par des variables d'état qui sont classées en deux catégories :
- les variables extensives sont proportionnelles à la taille du système donnée par exemple par sa masse {\displaystyle m}  ou son volume {\displaystyle V} ;
- les variables intensives sont indépendantes de cette taille, par exemple sa pression {\displaystyle p} et sa température {\displaystyle T}.

En divisant une grandeur extensive {\displaystyle X} par la quantité de matière {\displaystyle n} contenue dans le système on obtient une grandeur intensive {\displaystyle X_{\mathrm {m} }} notée avec l'indice m (caractère romain), par exemple le volume molaire {\displaystyle V_{\mathrm {m} }=V/n} est une grandeur intensive. Lorsqu'il n'y a pas d'ambiguïté, et dans la mesure où on le précise, l'indice m peut être abandonné et {\displaystyle X} devient alors intensive (IUPAC Gb, p. 6).
Une grandeur spécifique se rapporte à une masse {\displaystyle m} , par exemple pour le volume : {\displaystyle v=V/m}. De même pour la capacité calorifique spécifique {\displaystyle c_{p}=C_{p}/m} où {\displaystyle C_{p}} désigne la capacité calorifique.

## Température, pression, volume
Les trois variables d'état température, pression et volume sont les variables fondamentales qui caractérisent un système. Pour une quantité {\displaystyle n} donnée d'un corps pur elles sont liées par une équation d'état {\displaystyle f(p,T,V)=0}.
Dans une grandeur, la température est en général indiquée en indice inférieur, par exemple {\displaystyle \mathrm {\Delta _{f}} H_{T}}. Si {\displaystyle T} est la température ambiante de référence (25 °C ou 298,15 K), on écrit simplement {\displaystyle \mathrm {\Delta _{f}} H_{298}}.
| Nom                                      | Symbole                             | Définition                                                                 | Unité SI  |
| ---------------------------------------- | ----------------------------------- | -------------------------------------------------------------------------- | --------- |
| Température absolue ou thermodynamique   | {\displaystyle T}                   |                                                                            | K         |
| Température Celsius                      | {\displaystyle \theta ,t}           | T/K - 273,15                                                               | °C        |
| Pression                                 | {\displaystyle p,P}                 |                                                                            | Pa, N m−2 |
| Volume                                   | {\displaystyle V}                   |                                                                            | m3        |
| Coefficient de dilatation (cubique)      | {\displaystyle \alpha ,\alpha _{V}} | {\displaystyle {1 \over V}\left({\partial V \over \partial T}\right)_{p}}  | K−1       |
| Coefficient de compressibilité isotherme | {\displaystyle \kappa ,\kappa _{T}} | {\displaystyle -{1 \over V}\left({\partial V \over \partial p}\right)_{T}} | Pa−1      |

Notes a
1. ↑  Le terme « Température absolue » a été ajouté par rapport au Green Book car c'est le plus utilisé.
2. ↑  Pression standard : p° = 105 Pa = 100 kPa = 1 bar ; pression atmosphérique normale : 1 atm = 1,013 25 bar. Le bar est une unité secondaire commode car il correspond aux conditions standard (IUPAC Gb, p. 62).

## Constituants et états de la matière
Soit la grandeur {\displaystyle X} associée à une espèce chimique pure ou en mélange. Cette espèce peut être désignée par sa formule chimique (CO , H2O, etc.), par une lettre (A, B, C, etc.) ou par un numéro (1, 2, …, i, …). La formule ou la numérotation de l'espèce chimique peut être indiquée entre parenthèses sur la même ligne que la grandeur {\displaystyle X} ou en indice sans parenthèses : par exemple {\displaystyle n\mathrm {(H_{2}O)} =n_{\mathrm {H_{2}O} }=n\mathrm {(B)} =n_{\mathrm {B} }} pour une quantité d'eau, ou bien de B. Lorsque l'espèce chimique est notée par sa formule chimique, l'usage de la notation sur la ligne et entre parenthèses est toutefois préférable : {\displaystyle n\mathrm {(H_{2}O)} } plutôt que {\displaystyle n_{\mathrm {H_{2}O} }}.
Le tableau suivant donne les symboles recommandés pour les principaux états de la matière. L'état peut être indiqué entre parenthèses sur la ligne principale, par exemple {\displaystyle V\mathrm {_{m}(g)} } ou {\displaystyle V\mathrm {_{m}(H_{2}O,g)} }, pour le volume molaire d'un gaz ou de l'eau gazeuse, ou en exposant sans parenthèses, par exemple {\displaystyle V_{\mathrm {m} }{}^{\mathrm {g} }} ou {\displaystyle V_{\mathrm {m} }{}^{\mathrm {g} }\mathrm {(H_{2}O)} }.
| État                                | Symbole                     |
| Espèce adsorbée en surface          | a, ads                      |
| Solide amorphe                      | am                          |
| Solution aqueuse                    | aq                          |
| Solution aqueuse à dilution infinie | aq, {\displaystyle \infty } |
| Phase condensée (liquide ou solide) | cd                          |
| Cristal                             | cr                          |
| Fluide (gaz ou liquide)             | f                           |
| Gaz ou vapeur                       | g                           |
| Liquide                             | l                           |
| Cristal liquide                     | lc                          |
| Forme monomère                      | mon                         |
| Nématique                           | n                           |
| Forme polymère                      | pol                         |
| Solide                              | s                           |
| Solution                            | sln                         |
| Substance vitreuse                  | vit                         |

Source : Green Book, page 54.
Notes d
1. ↑  IUPAC, Gb, p. 47.

## Variables chimiques
Les variables chimiques mesurent les quantités de matière et les variables intensives associées (variables de composition).
| Nom                                         | Symbole                                                         | Définition ou valeur                                | Unité SI |
| ------------------------------------------- | --------------------------------------------------------------- | --------------------------------------------------- | -------- |
| Constante d'Avogadro                        | {\displaystyle N_{\text{A}},L}                                  | 6,0221 × 1023                                       | mol−1    |
| Nombre de molécules (d'entités)             | {\displaystyle N}                                               |                                                     | 1        |
| Quantité de matière                         | {\displaystyle n}                                               | {\displaystyle n=N/N_{\text{A}}}                    | mol      |
| Masse de constituant {\displaystyle i}      | {\displaystyle m_{i}}                                           |                                                     | kg       |
| Concentration massique de {\displaystyle i} | {\displaystyle \rho _{i}}                                       | {\displaystyle \rho _{i}=m_{i}/V}                   | kg m−3   |
| Fraction massique (de {\displaystyle i})    | {\displaystyle w,(w_{i})}                                       | {\displaystyle w_{i}=m_{i}/m}                       | 1        |
| Concentration molaire de B, molarité        | {\displaystyle c_{\mathrm {B} },c(\mathrm {B} ),[\mathrm {B} ]} | {\displaystyle c_{\mathrm {B} }=n_{\mathrm {B} }/V} | mol m−3  |
| Fraction molaire                            | {\displaystyle x,y}                                             | {\displaystyle x_{i}=n_{i}/n}                       | 1        |
| Molalité                                    | {\displaystyle m,m_{i}}                                         | {\displaystyle m=n/m_{\mathrm {solvant} }}          | mol kg−1 |
| Fraction volumique de {\displaystyle i}     | {\displaystyle \phi _{i}}                                       | {\displaystyle \phi _{i}=V_{i}/V}                   | 1        |
| Pression partielle de {\displaystyle i}     | {\displaystyle p_{i}}                                           | {\displaystyle p_{i}=x_{i}p}                        | Pa       |

Notes b
1. ↑  Le terme Nombre d'Avogadro n'est pas accepté par l'IUPAC (Gb, p. 4). Le symbole {\displaystyle L}, créé en hommage à Loschmidt, est peu utilisé.
2. ↑  Le terme « molécule » désigne indifféremment des molécules, des atomes, des ions, etc.
3. ↑  Exemple : « Quantité de carbone », et non « Quantité de matière de carbone » (IUPAC Gb, p. 47).
4. ↑  L'autre notation, {\displaystyle \gamma }, (IUPAC Gb, p. 48) est en conflit avec le coefficient d'activité.
5. 1 2  {\displaystyle m=\sum _{i}m_{i}\quad n=\sum _{i}n_{i}}.
6. ↑  Le caractère {\displaystyle c} doit être écrit en minuscules car {\displaystyle C} désigne {\displaystyle N/V=N_{A}c}.
7. ↑  De préférence {\displaystyle x} pour les liquides et solides et {\displaystyle y} pour les mélanges de gaz (IUPAC Gb, p. 48).
8. ↑  L'IUPAC (Gb, p. 48) n'apporte pas de véritable solution au conflit de notation entre masse et molalité pour le symbole {\displaystyle m}.
9. ↑  Par défaut (à préciser le cas échéant) {\displaystyle V} est la somme des volumes {\displaystyle V_{i}} des constituants purs.

## Énergie et entropie
| Nom                                                        | Symbole                  | Définition                                                                           | Unité SI |
| ---------------------------------------------------------- | ------------------------ | ------------------------------------------------------------------------------------ | -------- |
| Travail                                                    | {\displaystyle w,W}      |                                                                                      | J        |
| Chaleur                                                    | {\displaystyle q,Q}      |                                                                                      | J        |
| Énergie interne                                            | {\displaystyle U}        | {\displaystyle \mathrm {d} U=\delta q+\delta w}                                      | J        |
| Capacité thermique isochore (à {\displaystyle V} constant) | {\displaystyle C_{V}}    | {\displaystyle \left({\partial U \over \partial T}\right)_{V}}                       | J K−1    |
| Enthalpie                                                  | {\displaystyle H}        | {\displaystyle U+pV}                                                                 | J        |
| Capacité thermique isobare (à {\displaystyle p} constante) | {\displaystyle C_{p}}    | {\displaystyle \left({\partial H \over \partial T}\right)_{p}}                       | J K−1    |
| Entropie                                                   | {\displaystyle S}        | {\displaystyle \mathrm {d} S={\delta q_{rev} \over T}}                               | J K−1    |
| Énergie de Helmholtz                                       | {\displaystyle A,F}      | {\displaystyle U-TS}                                                                 | J        |
| Énergie de Gibbs                                           | {\displaystyle G}        | {\displaystyle H-TS}                                                                 | J        |
| Potentiel chimique de {\displaystyle i}                    | {\displaystyle \mu _{i}} | {\displaystyle \left({\partial G \over \partial n_{i}}\right)_{T,p,n_{j}\neq n_{i}}} | J mol−1  |

Notes c
1. 1 2  Le travail et la chaleur sont des quantités transférées et non des variables d'état. Les quantités petites {\displaystyle \mathrm {d} q} et {\displaystyle \mathrm {d} w} ne sont donc pas des différentielles de variables d'état. Les notations {\displaystyle \delta q} et {\displaystyle \delta w} permettent de le souligner si nécessaire.
2. 1 2  Pour les capacités molaires, l'indice {\displaystyle \mathrm {m} } est en général omis.
3. ↑  L'enthalpie d'une réaction chimique est l'opposé de la chaleur dégagée.
4. ↑  L'énergie de Helmholtz permet de prévoir le sens d'une réaction menée à volume et température constants.
5. ↑  L'énergie de Gibbs permet de prévoir le sens d'une réaction menée à pression et température constantes.

## Changements d'état et réactions chimiques

### Indices recommandés
| Opération                      | Indice                             |
| Adsorption                     | {\displaystyle X_{\mathrm {ads} }} |
| Atomisation                    | {\displaystyle X_{\mathrm {at} }}  |
| Réaction de combustion         | {\displaystyle X_{\mathrm {c} }}   |
| Dilution                       | {\displaystyle X_{\mathrm {dil} }} |
| Déplacement                    | {\displaystyle X_{\mathrm {dpl} }} |
| Formation                      | {\displaystyle X_{\mathrm {f} }}   |
| Immersion                      | {\displaystyle X_{\mathrm {imm} }} |
| Fusion                         | {\displaystyle X_{\mathrm {fus} }} |
| Vaporisation                   | {\displaystyle X_{\mathrm {vap} }} |
| Sublimation                    | {\displaystyle X_{\mathrm {sub} }} |
| Mélange (opération de)         | {\displaystyle X_{\mathrm {mix} }} |
| Réaction chimique quelconque   | {\displaystyle X_{\mathrm {r} }}   |
| Dissolution (soluté)           | {\displaystyle X_{\mathrm {sol} }} |
| Transition (entre deux phases) | {\displaystyle X_{\mathrm {trs} }} |
| Point triple                   | {\displaystyle X_{\mathrm {tp} }}  |

Source : Green Book, page 59.

### Exposants recommandés
| Type de grandeur                    | Exposant                                                 |
| Complexe activé, état de transition | {\displaystyle X^{\ddagger }}, {\displaystyle X^{\neq }} |
| Apparent                            | {\displaystyle X^{\mathrm {app} }}                       |
| Excès                               | {\displaystyle X^{\mathrm {E} }}                         |
| Idéal                               | {\displaystyle X^{\mathrm {id} }}                        |
| Dilution infinie                    | {\displaystyle X^{\infty }}                              |
| Corps pur                           | {\displaystyle X^{*}}                                    |
| État standard                       | {\displaystyle X^{\circ }}, {\displaystyle X}⦵           |

Source : Green Book, page 60.

### Symbole Delta et opérateur Delta
Le symbole {\displaystyle \Delta } indique le changement d'une grandeur lors d'un processus. Lors d'un dégagement de chaleur, par exemple, la diminution de température peut être notée {\displaystyle \Delta T}.
En thermodynamique chimique, des indices et exposants peuvent être ajoutés à ce symbole pour indiquer un changement de propriété. Sauf indication contraire, les deux états sont pris dans les mêmes conditions de température et de pression. Par exemple {\displaystyle \Delta _{\mathrm {vap} }H=\Delta _{\mathrm {l} }^{\mathrm {g} }H=H\mathrm {(g)} -H\mathrm {(l)} } symbolise l'enthalpie de vaporisation d'un corps pur. Il est préférable d'écrire {\displaystyle \Delta _{\mathrm {vap} }H} plutôt que {\displaystyle \Delta H_{\mathrm {vap} }}.
Pour une réaction chimique il existe deux définitions possibles de {\displaystyle \Delta } :
- si l'état initial et l'état final désignent respectivement les réactifs et les produits[10],    {\displaystyle \Delta X} peut désigner la différence finie  {\displaystyle X_{\mathrm {final} }-X_{\mathrm {initial} }}. Pour éviter des confusions avec l'autre acception il vaut mieux éviter cette notation, qui n'est pas retenue par le Green book ;
- la définition recommandée pour l'opérateur Delta dans {\displaystyle \Delta X}, ou plus précisément dans {\displaystyle \Delta \mathrm {_{r}} X}, concerne une réaction infinitésimale, c'est-à-dire sans changement notable des variables d'état. Elle varie donc au cours de la réaction et sa définition exacte comme dérivée par rapport à l'avancement de la réaction {\displaystyle \xi } est précisée ci-dessous. Cette définition donne le même résultat que la précédente dans le cas des conditions standard[11].

Source : Green Book, page 60.

### Grandeur molaire partielle, potentiel chimique, activité
Grandeur molaire partielle
Étant donnée une variable extensive  {\displaystyle X} d'un système chimique, par exemple {\displaystyle H}, l'IUPAC recommande de noter les grandeurs molaires partielles par {\displaystyle X_{i}} (ou {\displaystyle {\bar {X}}_{i}}) pour le constituant {\displaystyle i} :
Bien que l' IUPAC semble préférer la notation {\displaystyle X_{i}}, on trouve souvent la notation {\displaystyle {\bar {X}}_{i}} dans les livres francophones car il peut parfois y avoir confusion entre grandeurs, par exemple entre le volume de la solution aqueuse de Na2SO4, noté {\displaystyle V(\mathrm {Na_{2}SO_{4},aq} )}, et le volume molaire partiel de Na2SO4 en solution aqueuse, qu'il faut alors noter {\displaystyle {\bar {V}}(\mathrm {Na_{2}SO_{4},aq} )} (cf. note 10 du Green Book page 57).
Potentiel chimique {\displaystyle \mu _{i}} de l'espèce {\displaystyle i}
La définition précédente appliquée à l'énergie de Gibbs (souvent désignée en France par « enthalpie libre » {\displaystyle G}) donne l'énergie de Gibbs molaire partielle {\displaystyle {\bar {G}}_{i}} de {\displaystyle i} ou potentiel chimique {\displaystyle \mu _{i}} :
{\displaystyle \mu _{i}={\bar {G}}_{i}=\left({\frac {\partial G}{\partial n_{i}}}\right)_{T,p,n_{j}\neq n_{i}}}
Activité chimique {\displaystyle a_{i}}
L'activité chimique, ou activité, {\displaystyle a_{i}} du constituant {\displaystyle i} permet l'expression de son potentiel chimique en prenant pour référence un état standard de ce constituant selon :
{\displaystyle \mu _{i}=\mu _{i}^{\mathrm {o} }+RT\ln a_{i}}

### La réaction chimique
Divers symboles peuvent être utilisés pour noter une réaction chimique, selon le type de réaction.
À l'échelle microscopique, les processus élémentaires sont notés selon :
- {\displaystyle \mathrm {H+Br_{2}\rightarrow HBr+Br} } : processus élémentaire dans la formation d'{\displaystyle \mathrm {HBr} } ;
- {\displaystyle \mathrm {H_{2}+Br_{2}=2\,HBr} } : somme de plusieurs processus élémentaires[i 2].

À l'échelle macroscopique, on note :
- {\displaystyle \mathrm {H_{2}+Br_{2}=2\,HBr} } : équation stœchiométrique ;
- {\displaystyle \mathrm {H_{2}+Br_{2}\rightarrow 2\,HBr} } : réaction directe ;
- {\displaystyle \mathrm {H_{2}+Br_{2}\rightleftarrows 2\,HBr} } : réaction pouvant avoir lieu dans les deux sens ;
- {\displaystyle \mathrm {H_{2}+Br_{2}\rightleftharpoons 2\,HBr} } : équilibre chimique.

Le symbole {\displaystyle \leftrightarrow } ne doit pas être utilisé.
Dans tous les cas, les réactifs sont situés à gauche du symbole et les produits à sa droite. Une réaction chimique peut être notée de façon générale {\displaystyle 0=\sum _{i}\nu _{i}\,\mathrm {C} _{i}}, en faisant passer les réactifs du membre de gauche au membre de droite ; leurs coefficients stœchiométriques {\displaystyle \nu _{i}} deviennent alors négatifs.
Le tableau suivant donne un exemple de réaction chimique et diverses grandeurs associées.
| | Notation générale | Exemple particulier                                                                                                   |
| --- | --- | --- |
| Écriture classique                                                                                       | {\displaystyle \mathrm {a\,A+b\,B=c\,C+d\,D} }                                                                             | {\displaystyle \mathrm {4\,HCl+O_{2}=2\,Cl_{2}+2\,H_{2}O} }                                                           |
| Écriture symbolique, constituants {\displaystyle \mathrm {C} _{i}}                                       | {\displaystyle \sum _{i}\nu _{i}\,\mathrm {C} _{i}=0}                                                                      | {\displaystyle \mathrm {-4\,HCl-O_{2}+2\,Cl_{2}+2\,H_{2}O=0} }                                                        |
| Quantité de {\displaystyle \mathrm {C} _{i}} avant réaction                                              | {\displaystyle n_{i}} | {\displaystyle \ n_{1}\qquad n_{2}\qquad n_{3}\qquad n_{4}\quad }                                                     |
| {\displaystyle \quad \quad \quad \quad \quad \quad } après réaction                                      | {\displaystyle n_{i}+\mathrm {d} n_{i}}                                                                                    | {\displaystyle n_{1}+\mathrm {d} n_{1}\quad ...\quad \quad ...\quad n_{4}+\mathrm {d} n_{4}}                          |
| Variation de la quantité de {\displaystyle \mathrm {C} _{i}} Avancement de réaction {\displaystyle \xi } | {\displaystyle \mathrm {d} n_{i}=\nu _{i}\mathrm {d} \xi }                                                                 | {\displaystyle -4\,\mathrm {d} \xi \quad -\mathrm {d} \xi \quad 2\,\mathrm {d} \xi \quad 2\,\mathrm {d} \xi \quad \ } |
| Grandeur de réaction {\displaystyle \Delta _{\mathrm {r} }X}                                             | {\displaystyle \Delta _{\mathrm {r} }X=\left({\frac {\partial X}{\partial \xi }}\right)_{T,p}=\sum \nu _{i}{\bar {X}}_{i}} | {\displaystyle \Delta _{\mathrm {r} }X=-4\,{\bar {X}}_{1}-{\bar {X}}_{2}+2\,{\bar {X}}_{3}+2\,{\bar {X}}_{4}}         |
| Énergie de Gibbs de réaction {\displaystyle \Delta _{\mathrm {r} }G}                                     | {\displaystyle \Delta _{\mathrm {r} }G=\left({\frac {\partial G}{\partial \xi }}\right)_{T,p}=\sum _{i}\nu _{i}\mu _{i}}   | {\displaystyle \Delta _{\mathrm {r} }G=-4\,\mu _{1}-\mu _{2}+2\,\mu _{3}+2\,\mu _{4}}                                 |
| Affinité chimique                                                                                        | {\displaystyle A=-\sum _{i}\nu _{i}\mu _{i}=-\Delta _{\mathrm {r} }G}                                                      | {\displaystyle A=4\,\mu _{1}+\mu _{2}-2\,\mu _{3}-2\,\mu _{4}}                                                        |

La façon d'écrire une réaction chimique n'est pas unique. On peut par exemple écrire la réaction de formation du bromure d'hydrogène selon :
- {\displaystyle \mathrm {(1/2)\,H_{2}+(1/2)\,Br_{2}=HBr} }
- {\displaystyle \mathrm {H_{2}+Br_{2}=2\,HBr} }

Les grandeurs telles que {\displaystyle \Delta _{\mathrm {r} }G} dont l'expression inclut les coefficients de stœchiométrie dépendent donc de la façon dont la réaction est écrite. Dans l'exemple précédent, puisque les coefficients stœchiométriques sont doublés de la première à la deuxième expression, l'enthalpie libre de réaction est elle aussi doublée.
Notes i
1. ↑  IUPAC, Gb, p.  52.
2. ↑  IUPAC, Gb, p.  68.
3. ↑  Il s'agit de variations infinitésimales, qui entraînent des variations négligeables des variables d'état.
4. ↑  IUPAC, Gb, p.  58 ; l'affinité chimique est notée {\displaystyle A} ou {\displaystyle {\mathcal {A}}}.
5. ↑  IUPAC, Gb, p.  60.

## Conditions standards

### Notation de l'état standard
L'état standard d'un composé chimique pur correspond à la pression {\displaystyle p^{\mathrm {o} }} = 1 bar = 100 kPa. S'il est gazeux il s'agit de l'état de gaz parfait, état un peu différent de l'état réel sous 1 bar. Les tables donnent à diverses températures des grandeurs thermodynamiques standards pour 1 mol du composé.
Pour une grandeur {\displaystyle X}, l'IUPAC (Gb, p. 60) recommande indifféremment l'un des deux exposants ci-dessous pour désigner l'état standard :
- {\displaystyle X^{\mathrm {o} }} (autre typographie : {\displaystyle X{\text{°}}} comme dans °C) ;
- {\displaystyle X}⦵ (autre typographie : {\displaystyle X}⊖).

Pour des raisons typographiques, il est plus simple d'utiliser l'ancien indice o qui est tout aussi clair que le nouveau.
Notes f
1. ↑  Pour la saisie informatique, le o barre longue ⦵ de la deuxième notation, tel qu'il se trouve dans le Green book (IUPAC), n'est pas facile à obtenir (unicode U+29B5 ⦵ CIRCLE WITH HORIZONTAL BAR) ; on peut certes s'en tenir au o barré ⊖ (U+2296 ⊖ CIRCLED MINUS) qui figure dans la police Arial unicode.
Jusqu'aux années 1980, l'indice o était seul utilisé pour désigner les conditions standards avec la pression p° = 1 atm. En 1985, l'IUPAC a choisi de passer à p° = 1 bar. L'indice ⊖ au lieu de o devait alors éviter des confusions, problème qui trente ans plus tard ne se pose plus. L'indice o devrait donc désormais être préféré à ⊖.

### Grandeurs standards et tables thermodynamiques
Les tables thermodynamiques donnent les grandeurs standards de formation à partir des éléments sous leur forme stable à la température considérée. Comme {\displaystyle G=H-TS} il suffit de deux des variables {\displaystyle H,S} et {\displaystyle G} pour obtenir la troisième. Pour une réaction donnée on en déduit, par exemple, l'enthalpie de la réaction  {\displaystyle \Delta _{\mathrm {r} }H^{\mathrm {o} }=\sum _{i}\nu _{i}\Delta _{\mathrm {f} }H^{\mathrm {o} }\!_{i}}.
Les tables simples donnent pour chaque composé à 298,15 K :
- son enthalpie de formation[g 1]{\displaystyle \Delta _{\mathrm {f} }H^{\mathrm {o} }\!_{298}} ;
- son énergie de Gibbs de formation {\displaystyle \Delta _{\mathrm {f} }G^{\mathrm {o} }\!_{298}} ou  son entropie absolue[g 2] {\displaystyle S^{\mathrm {o} }\!_{298}}.

Dans la mesure où les enthalpies et entropies varient peu avec {\displaystyle T}  ces deux grandeurs suffisent pour estimer {\displaystyle \Delta _{\mathrm {r} }G^{\mathrm {o} }\!_{T}} par :
{\displaystyle \Delta _{\mathrm {r} }G^{\mathrm {o} }\!_{T}\approx \Delta _{\mathrm {r} }H^{\mathrm {o} }\!_{298}-T\Delta _{\mathrm {r} }S^{\mathrm {o} }\!_{298}}
Les tables de données, en fonction de la température {\displaystyle T} donnent :
- à 298,15 K, l'enthalpie standard de formation {\displaystyle \Delta _{\mathrm {f} }H^{\mathrm {o} }\!_{298}} ;
- à différentes valeurs de {\displaystyle T}, la fonction {\displaystyle \Phi ^{\mathrm {o} }\!_{T}=-{\frac {G^{\mathrm {o} }\!_{T}-H^{\mathrm {o} }\!_{298}}{T}}}.

Cette fonction permet d'obtenir directement {\displaystyle \Delta _{\mathrm {r} }G^{\mathrm {o} }\!_{T}} par une relation analogue à la relation approximative précédente
{\displaystyle \Delta _{\mathrm {r} }G^{\mathrm {o} }\!_{T}=\Delta _{\mathrm {r} }H^{\mathrm {o} }\!_{298}-T\Delta _{\mathrm {r} }\Phi ^{\mathrm {o} }\!_{298}}
La fonction {\displaystyle \Phi ^{\mathrm {o} }\!_{T}} varie lentement avec la température ce qui permet de l'interpoler avec précision. Elle est donnée tous les 100 K, en général entre 300 et 2000 K ou plus. Il s'y ajoute le plus souvent d'autres données comme {\displaystyle \Delta _{\mathrm {f} }G^{\mathrm {o} }\!_{T}}, {\displaystyle C_{p}\!^{\mathrm {o} }} ainsi que l'enthalpie d'agitation thermique {\displaystyle H^{\mathrm {o} }\!_{T}-H^{\mathrm {o} }\!_{298}} ou {\displaystyle H^{\mathrm {o} }\!_{T}-H^{\mathrm {o} }\!_{0}}.
Notes g
1. ↑  Les enthalpies se déduisent en général des chaleurs de combustion.
2. ↑  L'entropie absolue est positive et tend vers 0 à 0 K. Elle croît avec la température.

### Loi d'action de masse
Remarquer sur le tableau deux notations :
- pour l'entropie selon que l'on utilise les entropies de formation ou les entropies absolues ;
- pour l'énergie de Gibbs molaire qui est égale au potentiel chimique avec l'origine aux éléments.

| Nom                                   | Symbole                                                | Définition | Unité pratique |
| ------------------------------------- | ------------------------------------------------------ | --- | -------------- |
| Enthalpie standard de réaction        | {\displaystyle \Delta _{\mathrm {r} }H^{\mathrm {o} }} | {\displaystyle \Delta _{\mathrm {r} }H^{\mathrm {o} }=\sum _{i}\nu _{i}\Delta _{\mathrm {f} }H_{i}\!^{\mathrm {o} }}                                            | kJ mol−1       |
| Entropie standard de réaction         | {\displaystyle \Delta _{\mathrm {r} }S^{\mathrm {o} }} | {\displaystyle \Delta _{\mathrm {r} }S^{\mathrm {o} }=\sum _{i}\nu _{i}\Delta _{\mathrm {f} }S_{i}\!^{\mathrm {o} }=\sum _{i}\nu _{i}S_{i}\!^{\mathrm {o} }}    | J K−1 mol−1    |
| Énergie de Gibbs standard de réaction | {\displaystyle \Delta _{\mathrm {r} }G^{\mathrm {o} }} | {\displaystyle \Delta _{\mathrm {r} }G^{\mathrm {o} }=\sum _{i}\nu _{i}\Delta _{\mathrm {f} }G_{i}\!^{\mathrm {o} }=\sum _{i}\nu _{i}\mu _{i}\!^{\mathrm {o} }} | kJ mol−1       |
| Constante d'équilibre                 | {\displaystyle K^{\mathrm {o} },K}                     | {\displaystyle \ln K=-{\frac {\Delta _{\mathrm {r} }G^{\mathrm {o} }}{RT}}}                                                                                     | 1              |
| Quotient de réaction                  | {\displaystyle Q_{p}}                                  | {\displaystyle Q_{p}=\prod _{i}\left({\frac {p_{i}}{p^{\mathrm {o} }}}\right)^{\nu _{i}}}                                                                       | 1              |

Notes h
1. ↑  K est défini par les tables et ne dépend que de T.
2. ↑  La notation {\displaystyle K^{\mathrm {o} }} est peu utilisée dans l'usage courant mais souligne le caractère standard de cette grandeur.
3. ↑  Avec cette expression de {\displaystyle Q_{p}}, la loi d'action de masse ne s'applique qu'aux gaz parfaits, ce qui n'est pas correct sous haute pression (exemple : synthèse de l'ammoniac). Si {\displaystyle p^{\mathrm {o} }} = 1 bar est pris comme unité, il disparaît de la formule. L'IUPAC (Gb, p. 60) propose la notation {\displaystyle K_{p}} au lieu de {\displaystyle Q_{p}}. Ceci est source de confusion avec {\displaystyle K^{\mathrm {o} }}, en particulier en électrochimie.

## Gaz réels et fugacités
La fugacité d'un gaz réel est une autre manière d'exprimer son potentiel chimique. Ce changement de variable permet de conserver l'expression de la loi d'action de masse en remplaçant les pressions partielles par les fugacités qui s'y ramènent sous basse pression.
| Nom                                            | Symbole                           | Définition | Unité SI    |
| ---------------------------------------------- | --------------------------------- | --- | ----------- |
| Constante universelle des gaz parfaits         | {\displaystyle R}                 | {\displaystyle R=\lim _{p\to 0}\left({\frac {pV_{\mathrm {m} }}{RT}}\right)=8,3145}                           | J K−1 mol−1 |
| Facteur de compressibilité                     | {\displaystyle Z}                 | {\displaystyle Z={\frac {pV_{\mathrm {m} }}{RT}}}                                                             | 1           |
| Fugacité (de {\displaystyle i})                | {\displaystyle f,(f_{i})}         | {\displaystyle \ln {\frac {f_{i}}{p^{\mathrm {o} }}}={\frac {\mu _{i}-\mu _{i,(\mathrm {g} )}^{\circ }}{RT}}} | Pa          |
| Coefficient de fugacité (de {\displaystyle i}) | {\displaystyle \phi ,(\phi _{i})} | {\displaystyle \phi _{i}=f_{i}/p_{i}}                                                                         | 1           |
| Quotient thermodynamique de réaction           | {\displaystyle Q}                 | {\displaystyle Q=\prod _{i}\left({\frac {f_{i}}{p^{\mathrm {o} }}}\right)^{\nu _{i}}}                         | 1           |
| Quotient des coefficients de fugacité          | {\displaystyle Q_{\phi }}         | {\displaystyle Q_{\phi }=\prod _{i}{\phi _{i}}^{\nu _{i}}}                                                    | 1           |

Loi d'action de masse (gaz réels) : {\displaystyle \quad Q=K^{\mathrm {o} }} avec  {\displaystyle Q=Q_{\phi }Q_{p}}
Notes i
1. 1 2 3  Les variables {\displaystyle Z}, {\displaystyle \phi }, {\displaystyle Q_{\phi }} sont des variables d'écart qui deviennent égales à 1 pour les gaz parfaits.